# Marysin (gmina Tyszowce)
Marysin – wieś w Polsce, położona w województwie lubelskim, w powiecie tomaszowskim, w gminie Tyszowce.
| SIMC    | Nazwa      | Rodzaj    |
| ------- | ---------- | --------- |
| 0903475 | Drążaki    | część wsi |
| 0903481 | Pierwszaki | część wsi |
| 0903498 | Trzeciaki  | część wsi |

W latach 1975–1998 miejscowość należała administracyjnie do województwa zamojskiego.
Wieś jest sołectwem w gminie Tyszowce. Według Narodowego Spisu Powszechnego z roku 2011 wieś liczyła 187 mieszkańców.